# Karen Elson
Karen Elson (født 14. januar 1979 i England) er en sangerinde og model fra Storbritannien.